# 세미 킬릭소이
세미 킬릭소이 (Semih Kılıçsoy, 2005년 8월 15일 ~ )는 튀르키예의 축구 선수이며, 칼리아리에서 공격수로 뛰고 있다.